# اشتابولا (اوهایو)
اشتابولا(به انگلیسی: Ashtabula) شهری در ایالت اوهایو کشور ایالات متحده آمریکا است که جمعیت آن در سرشماری سال ۲۰۱۰ میلادی، ۱۹٬۱۲۴ نفر بوده‌است.

## نگارخانه

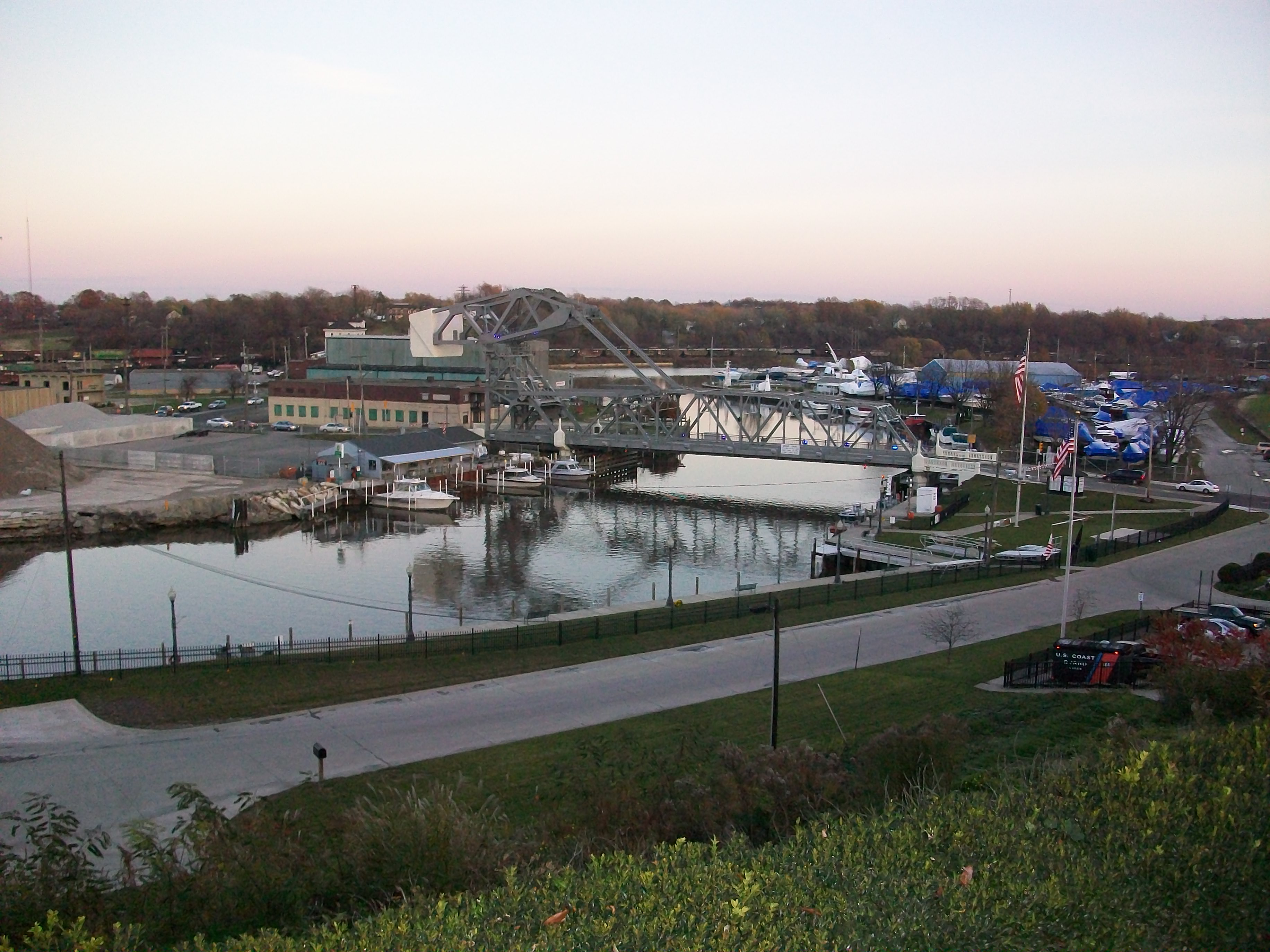
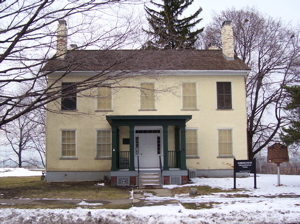